# Burkhard Stangl

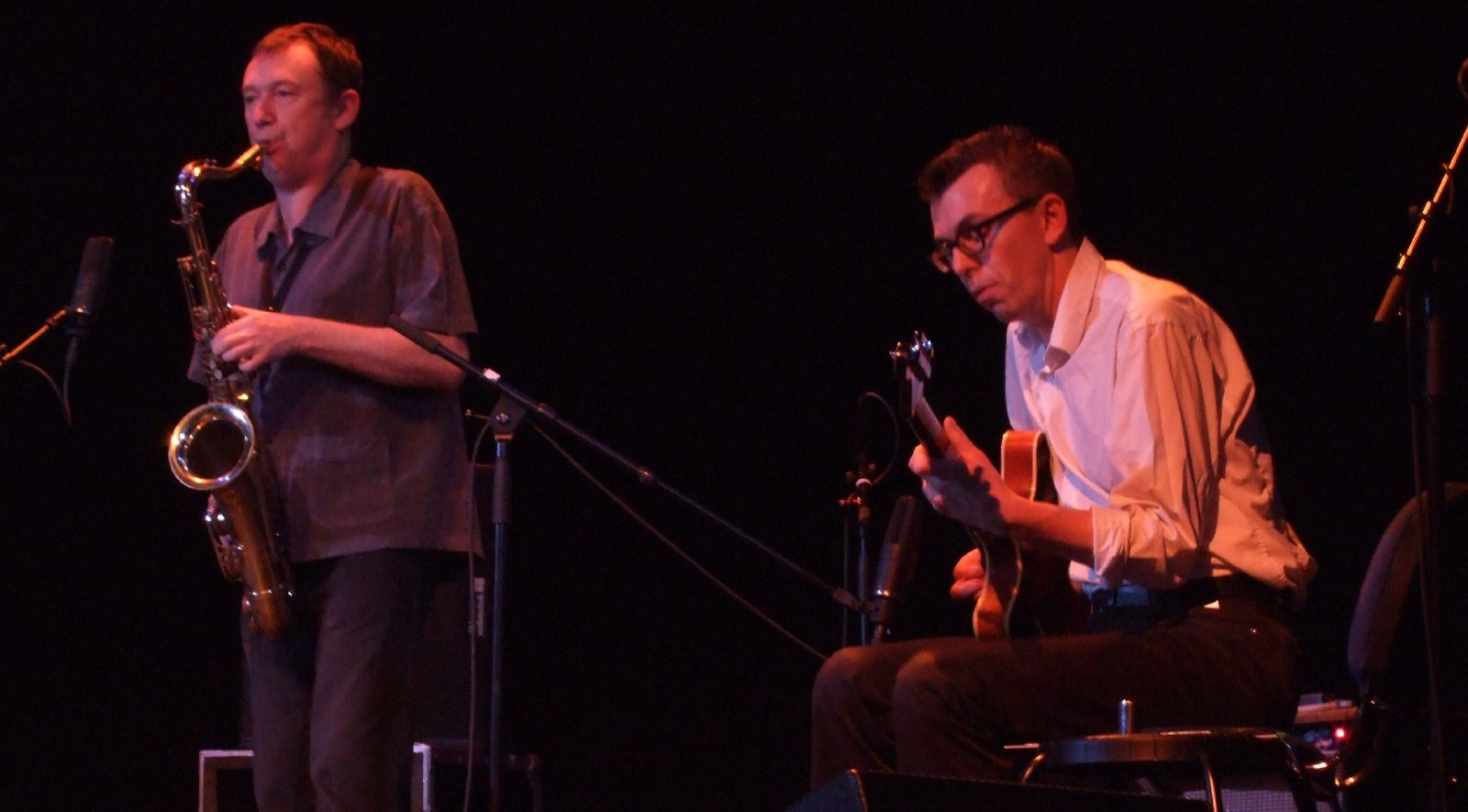
John Butcher und Burkhard Stangl

Burkhard Paul Stangl (* 6. November 1960 in Eggenburg/Niederösterreich) ist ein österreichischer Avantgarde- und Jazzgitarrist, Komponist und Musikwissenschaftler.

## Leben und Wirken
Burkhard Stangl studierte zunächst klassische, später elektrische Gitarre am Konservatorium Wien sowie Kulturanthropologie und Musikwissenschaft an der Universität Wien. Er gründete im Jahr 1985 das Jazzensemble Ton.Art, mit dem er bis 1995 zusammenarbeitete und 1991 das Kammerensemble für Neue Musik Maxixe. Seit Ende der 1990er Jahre arbeitet er mit den Gruppen Polwechsel und Plus-Minus sowie mit Christof Kurzmann (Album Schnee). In den 1990er Jahren war Stangl Mitglied des Monoblue Quartets von Franz Koglmann, an dessen Album We Thought About Duke er 1994 mitwirkte.
Weitere musikalische Partner Stangls sind unter anderem John Butcher, Angélica Castelló, Eugene Chadbourne, Tony Coe, Oswald Egger, Seppo Gruendler, Boris Hauf, Franz Hautzinger, Steve Lacy, Anestis Logothetis, Radu Malfatti, Walter Malli, Ernesto Molinari, Donna Wagner-Molinari, Sainkho Namtchylak, Helmut Neugebauer, Olga Neuwirth, Gunter Schneider, Martin Siewert und Taku Sugimoto.
Momentan unterrichtet er Musik an der AHS Heustadelgasse in Wien.

## Auszeichnungen
- 1989: Förderungspreis der Theodor-Körner-Stiftung
- 1993: Förderungspreis (der Stadt Wien) für Komposition[2]

## Werke (Auswahl)
Stangl komponierte Chor- und Orchesterwerke sowie Kammermusik. Seine Oper Der Venusmond wurde 1997 auf dem Empire State Building uraufgeführt.

### Ensemblemusik
- Popol Vuh – Sextett für Bassklarinette, Altsaxophon, Trompete, Perkussion, Gitarre und Kontrabass (1986)[3]
- Es webert schön am Koglberg – Sextett für Bassklarinette, Altsaxophon, Trompete, Perkussion, Gitarre und Kontrabass (1988)[3]
- Sou – Quartett für Bassklarinette, Trompete, Flügelhorn und Gitarre (1988)[3]
- Fragment II – Sextett für Bassklarinette, Altsaxophon, Trompete, Perkussion, Gitarre und Kontrabass (1989)[3]
- Was will das Gespenst to the Disparates by Goya – Sextett für Bassklarinette, Altsaxophon, Trompete, Perkussion, Gitarre und Kontrabass (1989)[3]
- Free (Three) Again I-III – Trio für Oboe, Gitarre und Klavier (1989)[3]
- WOLKEN.HEIM – nach dem gleichnamigen Text von Elfriede Jelinek, 1. Fassung (1989)[3]
- Dada & Bravo – Improvisierte Musik für Oboe, Bassklarinette, Altsaxophon, Horn, Trompete, Perkussion, Gitarre, Violoncello und Kontrabass (1990)[3]
- Blue Angel – inspired by M. D. (1990)[3]
- Neun Passagen – inspired by Walter Benjamin (1990)[3]
- Hot Music – Nr. II (Erwin Schulhoff, 1928), Bearbeitung als Quartett für tiefe Instrumente (1991)[3]
- Chanson – aus „5 Études de Jazz“ (Erwin Schulhoff, 1926), Bearbeitung (1991)[3]
- Urartu – für Flöte, Fagott und Klavier ohne Spieler (1992/1993)[3]
- Hendrix-Musik – Kommentar zur Arbeit eines Avantgardisten (1993)[3]
- music for Gertrude Stein II – für Posaune, zwei Konzertgitarren, Violoncello und Sprecherin nach den „zarten Knöpfen“ (tender buttons) von Gertrude Stein (1995)[3]
- ein h, ein b, ein Gold – für drei Männerstimmen und drei elektrische Gitarren nach dem Text „ein Ding eine Frau ein Gold“ von Helga Glantschnig (1996)[3]
- It is the hour – Trio für Klarinette, Violine und Konzertgitarre nach dem Gedicht von Kenneth Patchen (1996)[3]
- Faible. Timbre. Teint – Solo-Récital für einfaches E-Gitarren-Equipement, einige weitere Gitarren, Accessoires und Klavier (1996)[3]
- My Dowland – für Countertenor und Ensemble (2006/2009)[3]
- Los vestidos blancos de Mérida – Musik für alte und neue Instrumente in 2 Gruppen (2009)[3]
- WOLKEN.HEIM breathing/clouds – Trio für Paetzold-Blockflöten und Zuspielung (2009)[3]

### Orchestermusik
- Grand Cru – Konzert für Gitarre und Ensemble (1992)[3]
- Konzert für Posaune und 22 Instrumente (1993/1994)[3]
- For Zorn – für Altsaxophon und Kammerensemble (1996–1997)[3]
- concept piece no.40 – für Orchester (2010)[3]

### Solomusik
- De Profundis Clamavi – nach Charles Baudelaire (1986)[3]
- Die Republik Kongressbad – Hymnus in drei Sätzen für 14 Instrumentalisten, 2 Chöre, Sprecher und Tonband nach einem Text von Hans Hovorka (1988)[3]
- Leçon – inspiriert von Roland Barthes’ gleichnamigem Buch, für Trompete-Solo (1986)[3]
- Jean Genet am Billardtisch – für Baßklarinette solo (1991/1992)[3]

### Elektronische Musik
- Salterizing – für Orchester und Tonbandzuspielung (1995)[3]
- und es gibt so Dinge zwischen Himmel und ... – ein akustisches Traumbild für Tonband (1995)[3]
- Angels touch – ein elektroakustisches Stück (2005/2010)[3]
- Tapes and dreams – für Gitarre, Kontrabass-Paetzold Blockflöten, 2 Kassetten, 2 portable Kassettenspieler, Video und Elektronik. Komponisten: Angélica Castelló, Billy Roisz und Burkhard Stangl (2010)[3]
- Schnee von gestern – sprachbasierte Klangarbeit von Burkhard Stangl und Christof Kurzmann (2023)[4]

## Diskographie
- Lunatic Fringe mit Max Nagl, Josef Novotny, 1992
- Comprovisations I-X mit Max Nagl, Ned Rothenberg, Tom Varner, Werner Dafeldecker, 1992
- Knitting Factory Works mit Max Nagel, Tom Cora, Sam Bennet, Thomas Chapin, 1995
- Ereignislose Musik-Loose Music, 1996
- Recital mit Werner Dafeldecker, 1997
- Schnee mit Christof Kurzmann, 2000
- Venusmond mit Oskar Aichinger, Sarah Barrett, Jonathan Bepler, Gene Coleman, Werner Dafeldecker, Katharina Klement, Thomas Lehn, Johanna Lewis,  Radu Malfatti, Michael Moser, Max Nagl, Josef Novotny, Jim O’Rourke, Andy Watts und anderen, 2000
- An Old Fashioned Duet mit Taku Sugimoto, 2002
- Eh mit Dieb13, 2002
- Can’t Illumination, 2003
- musica genera 007 mit Robert Piotrowicz, Anna Zaradny, 2004
- ereb afrik mit Hannes Löschel, Josef Novotny, Johannes Novohradsky, 2004
- Film ist. a girl & gun mit Lucia Pulido, Christian Fennesz, Martin Siewert (Interstellar Records, 2009)
- Hommage à moi (3CDs, loewenhertz 2011)
- John Butcher-Tony Buck-Magda Mayas-Burkhard Stangl 35U Plume (2013)
- Burkhard Stangl / Steve Bates: Hopefulessness (The Dim Coast, 2015)
- Zwölf (Bocian Records, 2018)
- Joanna John / Burkhard Stangl: Lynx (Interstellar Records, 2019)
- Burkhard Stangl / Dieb13: Jardin Des Bruits (Mikroton Recordings, 2019)

## Schriften
- Ethnologie im Ohr. Die Wirkungsgeschichte des Phonographen. Wiener Universitäts Verlag, Wien 2000.
- mit Hans Schneider, Cordula Bösze (Hrsg.): Klangnetze. Ein Versuch, die Wirklichkeit mit den Ohren zu erfinden. Pfau, Saarbrücken 2000.
- Hommage à moi. Vom Festhalten des Flüchtigen. edition echoraum, Wien 2011, ISBN 978-3-901941-36-8.
- mit Manon L. Winter, Gunter Schneider (Hrsg.): unimpro 2003–2013: 10 Jahre IGP-Schwerpunkt Improvisation und neue Musikströmungen. edition echoraum, Wien 2013, ISBN 978-3-901941-41-2.